# ARM Cortex-X4
L'ARM Cortex-X4 és un model de nucli de CPU d'Arm. presentat a TCS23, serveix com a successor de l'ARM Cortex-X3, els nuclis de CPU de la sèrie X se centren generalment en un alt rendiment i es poden combinar amb altres nuclis de la seva família com ARM Cortex-A720 o/i ARM Cortex-A520 en un clúster o/i Arm Immortalis-G720.

## Canvis d'arquitectura en comparació ambARM Cortex-X3
El processador implementa els canvis següents:
- memòria cau de microoperacions (MOP): eliminada (anteriorment 1,5 k entrades)
- Amplada de descodificació: 10
- Canviar el nom/amplada d'enviament: 10 (augmentat de 8)
- Buffer de reordenació (ROB): 384 entrades (augmentat de 320)
- Ports d'execució: 21 (augmentat de 15)
- Longitud de la canonada: 10 (augment de 9)
- Fins a 2 MiB de memòria cau L2 privada (ha augmentat d'1 MiB)
- DSU-120
  - Fins a 14 nuclis (a partir de 12 nuclis)
  - Fins a 32 MiB de memòria cau L3 compartida (augment de 16 MiB)
- ARMv9.2

Reclamacions de rendiment:
- Millora del rendiment màxim del 15% respecte al Cortex-X3 en telèfons intel·ligents (3,4 GHz, 2 MB L2, 8 MB L3).
- Augment del 13% de l'IPC sobre el Cortex-X3, quan es basa en el mateix procés, velocitat de rellotge i configuració de memòria cau L3 (però 2 MiB L2 vs 1 MiB L2) (també conegut com a procés ISO).

## Comparació d'arquitectura
| uArch                         | Cortex-A78  | Cortex-X1     | Cortex-X2     | Cortex-X3     | Cortex-X4 |
| ----------------------------- | ----------- | ------------- | ------------- | ------------- | --------- |
| Velocitat màxima del rellotge | ~3,0 GHz    | ~3,0 GHz      | ~3,0 GHz      | ~3,25 GHz     | ~3.4 GHz  |
| Amplada de descodificació     | 4           | 5             | 5             | 6             | 10        |
| Despatx                       | 6/cicle     | 8/cicle       | 8/cicle       | 8/cicle       | 10/cicle  |
| Màxim en vol                  | 2x160       | 2x224         | 2x288         | 2x320         | 2x384     |
| L0 (entrades de fregona)      | 1536        | 3.072         | 3.072         | 1536          | Cap       |
| L1-I + L1-D                   | 32+32 KiB   | 64+64 KiB     | 64+64 KiB     | 64+64 KiB     | 64+64 KiB |
| L2                            | 128–512 KiB | 0,256 – 1 MiB | 0,256 – 1 MiB | 0,256 – 1 MiB | 0,5-2 MiB |
| L3                            | 0-8 MiB     | 0-8 MiB       | 0–16 MiB      | 0–16 MiB      | 0-32 MiB  |
| Arquitectura                  | ARMv8.2     | ARMv8.2       | ARMv9         | ARMv9         | ARMv9.2   |